# Mycelium

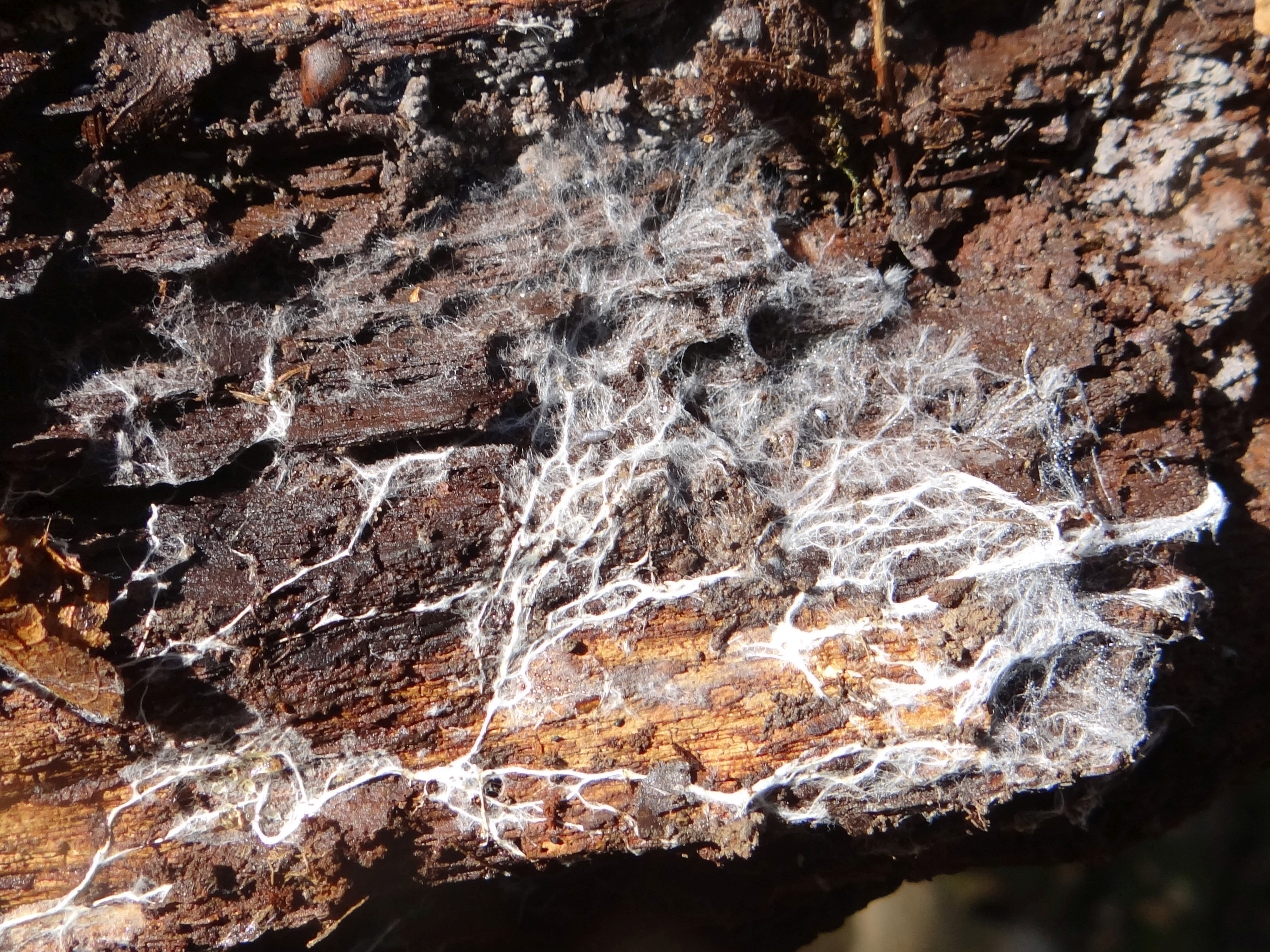
Rizomorfe (genul Armillaria)

Miceliul, (în plural micelii) cu numele științific Mycelium este denumit o rețea de filamente subpământene, subțiri și ramificate care alcătuiește aparatul vegetativ (talul) al majorității ciupercilor având rolul unei rădăcini pentru a extrage din sol și din resturi vegetale apa și alte substanțe nutritive de care are nevoie pentru dezvoltare. La ciupercile inferioare, miceliul  este un plasmodiu.

## Istoric
Savantul italian Pier Antonio Micheli a fost primul care a observat și descris germinarea miceliului fungic din spori în opera sa „Nova plantarum genera juxta Tournafortii methodum disposita“, din 1729 și este posibil, că noțiunea ar fi fost creată în onoarea lui, de către micologul olandez Haarten în 1925. Dar mult mai probabil numele se trage din limba greacă nouă ({{gr|μυκήλιο[ν]}), compus din cuvintele din cea veche, anume (greacă veche μύχης=ciupercă, burete) și (Format:Grc ήλος=cui) precum transcris în limba latină nouă drept (latină mycelium.

## Morfologie
Acea parte a ciupercii care se ridică deasupra pământului este numită corp de fructificație sau corp fructifer. Restul ciupercii se află sub pământ și arată ca o masă de fire încurcate. Aceste fire poartă denumirea de miceliu.
Cu toată marea lor diversitate specifică, majoritatea fungilor prezintă câteva trăsături comune, ca structura miceliului, modul de înmulțire și modul de viață. Aparatul vegetativ (talul) al ciupercilor, miceliul, este lipsit de clorofilă și este constituit dintr-o singură celulă (tal unicelular) sau mai multe celule (tal pluricelular). La ciupercile inferioare, miceliul este un plasmodiu. Acesta este lipsit de perete celular și este constituit dintr-o membrană plasmatică, citoplasmă și nuclei. Numeroase ciuperci au  miceliul format din hife unicelulare sau pluricelulare, acoperite de peretele celular.
Totalitatea de filamente celulare cu pereți subțiri și structuri delicate care conțin protoplasmă sunt denumite hife și duc la constituirea unei împletituri destul de compactă, numite rizomorfe. Inițial, miceliul provine din germinarea sporilor de ciuperci și apoi se multiplică prin diviziune celulară. Se dezvoltă din niște spori de dimensiuni foarte mici, crescând foarte repede în lemn și sol sau pe orice suprafață care asigură hrana ciupercilor și formează o rețea extinsă în substratul pe care crește organismul. În anumite perioade, în funcție de anotimp și de condițiile atmosferice, apare la suprafață corpul de fructificație - ceea ce este numit popular "ciupercă". De obicei, hifele individuale nu sunt vizibile cu ochiul liber, ci doar sub microscop. Cu toate acestea, un miceliu cu o depozitare densă a hifei poate fi văzut în întregul lui cu ochiul liber, de exemplu mucegaiul în sucuri de fructe limpezi, altfel miceliul de ciuperci pe suprafața brânzei Camembert sau mucegaiul pe mâncare stricată. Teoretic organul de reproducere al ciupercilor este sporul; în realitate însă, în cultivare se folosește miceliul.

### Forme miceliare
- Miceliul primar este format din hife haploide, este saprofit, slab dezvoltat și de scurtă durată. În urma copulării miceliilor primare are loc plasmogamia, rezultând un miceliu secundar, binucleat. 
- Miceliul secundar (dicariotic) reprezintă dicariofaza, un miceliu care conține două nuclee cu genomi diferiți în fiecare celulă, un nucleu plus și un nucleu minus. Este creat prin fuziunea a două micelii monocariotice, un miceliu plus și un miceliu minus de împerechere, care la rândul lor germinează din sporii monocariotice. El constituie aparatul vegetativ de lungă durată a basidiomicetelor. Pe miceliul secundar iau naștere basidiile cu (basidio)sporii, în urma unui proces asemănător formării ascelor la ascomicete. În ciupercile mari, diviziunea celulară a celulelor dicariotice în micelii este adesea asociată cu formarea de catarame.
- Miceliul terțiar reprezintă miceliul de fructificare a ciupercilor basidiomicete și este alcătuit tot din celulele binucleare, care iau parte la formarea basidiofructelor, alcătuind țesuturi false cu funcții de susținere, secreție, conducere, protecție ș.a.

### Alte forme miceliare
- Aparatul vegetativ este un tal cu o constituție variată iar, complexitatea acestuia creste pe măsura evoluției filogenetice. Astfel, la ciupercile din subîncrengătura Mastigomycotina aparatul vegetativ este o celulă nudă - gimnoplast sau o asociere de gimnoplast ce formează un plasmodiu. Acesta este, ca deja scris, lipsit de un perete celular, fiind constituit dintr-o membrană plasmatică, citoplasmă și nuclei.
- La ciupercile din (fosta) diviziune Zygomycota aparatul vegetativ cu aspect filiform este un sifonoplast unicelular ramificat, neseptat și plurinucleat, format din hife simple sau ramificate.
- La ciupercile din subîncrengătura Ascomycota, Basidiomycota și Deuteromycota, aparatul vegetativ poate fi unicelular, sub forma de dermatoplast ca la Saccharomycetaceae, dar la majoritatea este un tal filamentos pluricelular, format din hife septate.
- Micelii există de asemeni la diverse bacterii, ca de exemplu cele de genul Streptomyces care produc un mare număr de antibiotici între alții streptomicina.

### Basidii
Basidiile (organ special al unor ciuperci pe care se formează sporii) pot fi monomere și dimere, când sunt alcătuite din două părți componente, dintre care cea bazală constituie hipobasidia, iar cea din partea superioară epibasidia. Basidiile formate pe miceliul terțiar se asociază într-un strat fertil numit himeniu. Se formează direct pe miceliul dicariotic, în corpuri fructifere deschise sau complet închise.

## Cum se formează cercurile vrăjitoarelor?
Cercurile vrăjitoarelor provin din răspândirea unui singur spor care va crește în toate direcțiile în mod omogen. În funcție de specie, este ușor să se calculeze vârsta cercului prin măsurarea diametrului său, deoarece este cunoscută viteza de propagare a miceliului inelar. Cercurile cel mai frecvent observate sunt de aproximativ zece ani. Unele pot ajunge la dimensiuni enorme de mai mulți kilometri pătrați cu o masă biologică imensă și o vârstă înaltă. Astfel de exemplu, Armillaria ostoyae (ciuperca de miere) este răspândită peste 900 de hectare, cu o greutate de aproximativ 600 de tone și o vârstă de 2.400 de ani, reprezentând cel mai mare organism cunoscut din lume.